# 生命の証
「生命の証」（原題：There Must Be More To Life Than This）は、フレディ・マーキュリーの楽曲。アルバム『Mr.バッド・ガイ』『クイーン・フォーエヴァー』収録曲。
本作は当初1982年に発売の『ホット・スペース』の頃にレコーディングが行なわれたが、この時は未完成となりアルバムに収録されることはなかった。

## クイーン feat. マイケル・ジャクソン
同曲は当初、マイケル・ジャクソンと共作していたものであるとされている。
1983年、マイケルの自宅で制作されていたデュエット・アルバムに収録される予定だったが、マイケルの『スリラー』が大ヒットの最中であったことや、マイケルがスタジオにラマを連れてきたことからフレディの気分を害し、結果アルバムは完成しなかった。
当時制作されていた曲は、本作のほかに「ステイト・オブ・ショック」「Victory」があった。うち「ステイト・オブ・ショック」はジャクソンズのアルバム『ヴィクトリー』に、「There Must Be More To Life Than This」はクイーンのアルバム『クイーン・フォーエヴァー』に収録された。

## パーソネル
- フレディ・マーキュリー - リード・ボーカル、バッキング・ボーカル
- ブライアン・メイ - エレクトリック・ギター
- ロジャー・テイラー - ドラムス、パーカッション
- ジョン・ディーコン - ベースギター
- マイケル・ジャクソン - 追加ボーカル、ピアノ